# Georges Picquart
Marie-Georges Picquart (6 de setembro de 1854 - 19 de janeiro de 1914) foi um oficial do exército francês e ministro da Guerra. Ele é mais conhecido por seu papel no caso Dreyfus.

## Carreira
Picquart foi então nomeado para o Estado-Maior Geral em Paris. Como oficial de estado-maior, ele atuou como nos debates na primeira corte marcial de Dreyfus para o então Ministro da Guerra, Auguste Mercier, e o Chefe do Estado-Maior do Exército, Raoul Le Mouton de Boisdeffre. Picquart foi posteriormente promovido ao posto de tenente-coronel em 6 de abril de 1896.
Ele foi nomeado chefe da seção de inteligência do exército (Deuxième Bureau, service de renseignement militaire) em 1895. No ano seguinte, Picquart descobriu que o memorando ("bordereau") usado para condenar o capitão Alfred Dreyfus, na verdade tinha sido obra do major Ferdinand Walsin Esterhazy. Vários generais de alto escalão advertiram Picquart para esconder sua descoberta, mas Picquart continuou sua investigação. Nisso ele foi impedido e sabotado por oficiais subordinados, notadamente o major Hubert-Joseph Henry. Como consequência, Picquart foi dispensado do Deuxième Bureau e enviado em dezembro de 1896 para o dever de regimento, comandando o 4º Regimento Tirailleurs da Tunísia.(infantaria nativa) baseada em Sousse na Tunísia Francesa.
Após o julgamento de Émile Zola por publicar sua carta aberta de 1898 J'Accuse…! , O próprio Picquart foi acusado de falsificar a nota que o convenceu da culpa de Esterhazy. Ele foi então preso por falsificação e estava esperando por uma corte marcial, enquanto o Tribunal de Cassação francês examinava o caso Dreyfus. Após a segunda corte marcial, realizada em consequência das conclusões da corte, Picquart renunciou ao exército. No entanto, a exoneração de Dreyfus em 1906 também absolveu Picquart, que foi, por ato da Câmara dos Deputados da França, promovido a brigadeiro-general. Esse era o posto que um oficial de sua antiguidade e experiência normalmente poderia esperar atingir, se sua carreira não tivesse sido interrompida por seu envolvimento no caso Dreyfus.

## Carreira subsequente
Em 1906, Picquart entrou no primeiro gabinete de Georges Clemenceau como Ministro da Guerra. Ele ocupou essa posição durante todo o mandato de Clemenceau, de 25 de outubro de 1906 a 24 de julho de 1909. Picquart voltou ao serviço militar como comandante do Corpo do Exército.

## Morte
Enquanto ainda servia como oficial do exército, Picquart morreu em 19 de janeiro de 1914 em Amiens devido aos ferimentos sofridos na queda de um cavalo. Ele tinha 59 anos.